# Dishypatos

Le terme de dishypatos, latinisé en dishypatus (en grec : δισύπατος, « deux fois hypatos »), est une dignité honorifique byzantine du IXe au XIe siècle à destination des « hommes barbus » (c'est-à-dire des non-eunuques). Par la suite, et surtout sous les Paléologues, le terme est attesté comme nom de famille. 

## Histoire
La mention de ce titre dans les sources littéraires est relativement rare et peu de sceaux de dishypatoi ont été retrouvés, ce qui indique que ses détenteurs sont peu nombreux. Le titre est probablement créé au cours du VIIIe siècle et est attesté pour la première fois au début du IXe siècle lorsqu'un certain Thomas, destinataire de Théodore Studite, détient ce titre,. Toutefois, le Kletorologion compilé en 899 par Philothée précise que ce rang est d'une importance assez élevée, se plaçant en dessous du prōtospatharios et au-dessus du spatharokandidatos. Le Kletorologion mentionne aussi que son insigne caractéristique est un diplôme.
Il semble qu'originellement, le titre de dishypatos récompense un consul déjà titré en lui conférant un deuxième codicille de consul. Toutefois, avec la disparition du consul honoraire, le dishypatos devient un titre indépendant qu'il est possible d'obtenir grâce à un seul codicille. Aux côtés des apoéparques, des stratélates, des silentiaires, des vestetores et des hypatoi, les dishypatoi sont des dignitaires sénatoriaux. Le titre semble avoir disparu de l'Empire byzantin à la fin du XIe siècle mais est encore attesté lors du XIIe siècle dans le sud de l'Italie, influencé par les Byzantins. Il est alors possible qu'après la disparition du titre au sein de l'Empire byzantin, il soit conféré à certains dignitaires étrangers. À la même époque, le terme de dishypathos commence à être utilisé comme nom de famille et celui-ci devient commun après le XIIIe siècle, quand il devient lié à la dynastie régnante des Paléologues. Le kanstresios (en) Manuel Dishypatos et le moine palamite David Dishypatos sont parmi les personnes les plus connues à avoir porté ce nom.